# Kafr Ein, Idlib
Kafr Ein, Idlib (tiếng Ả Rập: كفر عين) là một ngôi làng Syria nằm ở Khan Shaykhun Nahiyah ở huyện Maarrat al-Nu'man, Idlib. Theo Cục Thống kê Trung ương Syria (CBS), Kafr Ein, Idlib có dân số 1.234 người trong cuộc điều tra dân số năm 2004.